# Departamento de Educação da Cidade de Nova Iorque

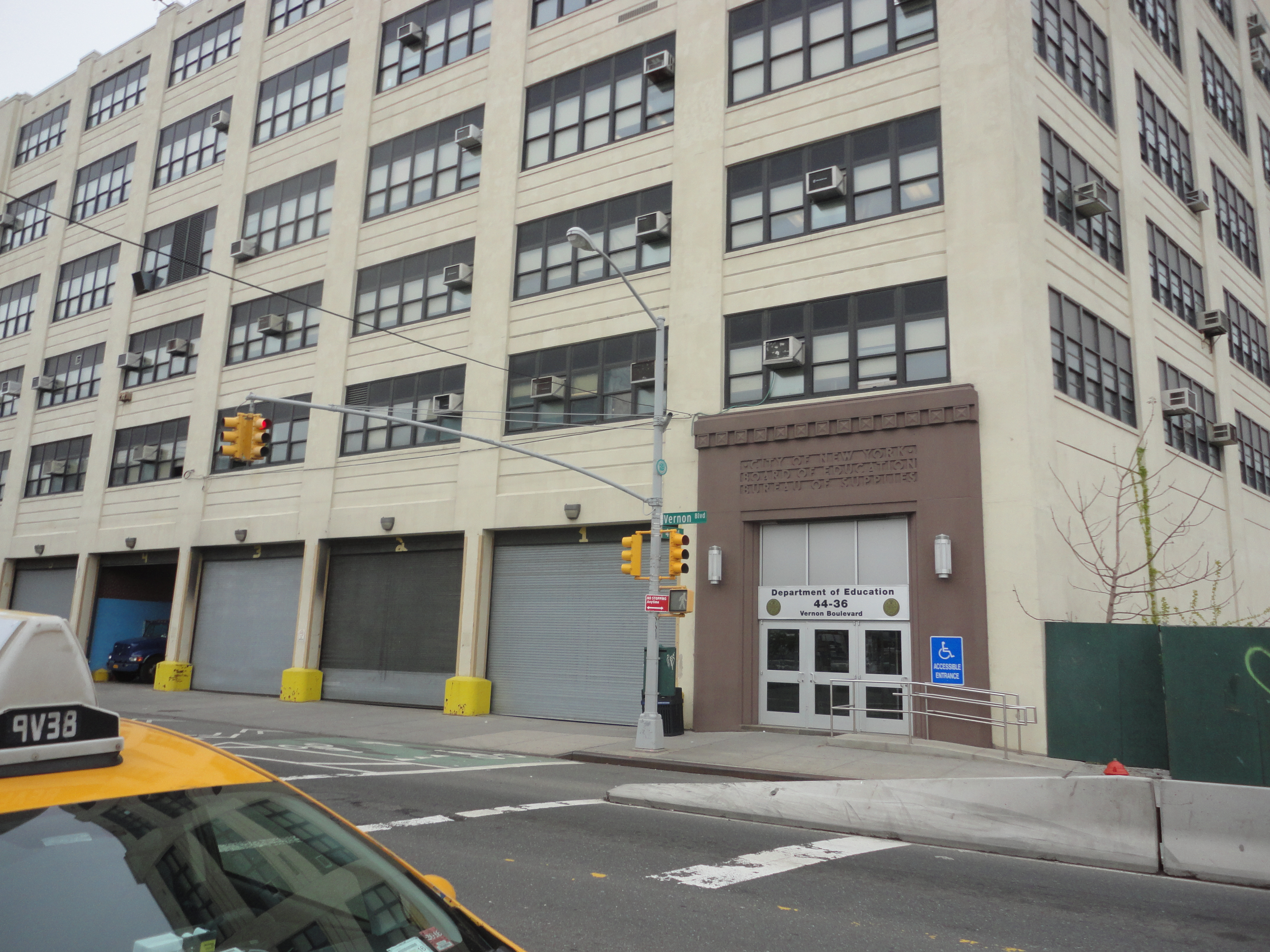
44-36 Vernon Blvd, Long Island City, NY 11101 (Sexto Andar) Departamento de Educação de Nova Iorque — Escritório da Sede de Transporte de Alunos

O Departamento de Educação da Cidade de Nova Iorque (NYCDOE) é o departamento da prefeitura de Nova Iorque que gerencia o sistema de ensino público da cidade. O Distrito Escolar da Cidade de Nova Iorque (as Escolas Públicas da Cidade de Nova Iorque) é o maior sistema escolar dos Estados Unidos, com mais de 1,1 milhão de estudantes ensinados em mais de 1.800 escolas separadas. O departamento cobre todos os cinco distritos da cidade de Nova Iorque e tem um orçamento anual de quase 25 bilhões de dólares. O departamento é administrado pelo Painel de Políticas Educacionais e pelo Chanceler das Escolas de Nova Iorque. O atual chanceler é Richard Carranza.
Toda a cidade é atribuída ao distrito escolar do NYCDOE, exceto por uma pequena seção do Bronx, que é atribuída às Escolas Públicas de Pelham (com aulas apoiadas pelo governo da cidade).